# Ceramaster
Genre
Ceramaster est un genre d'étoiles de mer qui appartient à la famille des Goniasteridae.

## Liste d'espèces
Selon World Register of Marine Species (3 novembre 2014) :
- Ceramaster arcticus (Verrill, 1909)
- Ceramaster australis H.E.S. Clark, 2001
- Ceramaster bowersi (Fisher, 1906)
- Ceramaster clarki Fisher, 1910
- Ceramaster glasbyi McKnight, 1993
- Ceramaster granularis (Retzius, 1783)
- Ceramaster grenadensis (Perrier, 1881)
- Ceramaster japonicus (Sladen, 1889)
- Ceramaster leptoceramus (Fisher, 1905)
- Ceramaster misakiensis (Goto, 1914)
- Ceramaster mortenseni (Koehler, 1909)
- Ceramaster patagonicus (Sladen, 1889)
- Ceramaster smithi Fisher, 1913
- Ceramaster stellatus Djakonov, 1950
- Ceramaster trispinosus H.L. Clark, 1923
- Ceramaster vorax Mah, 2022

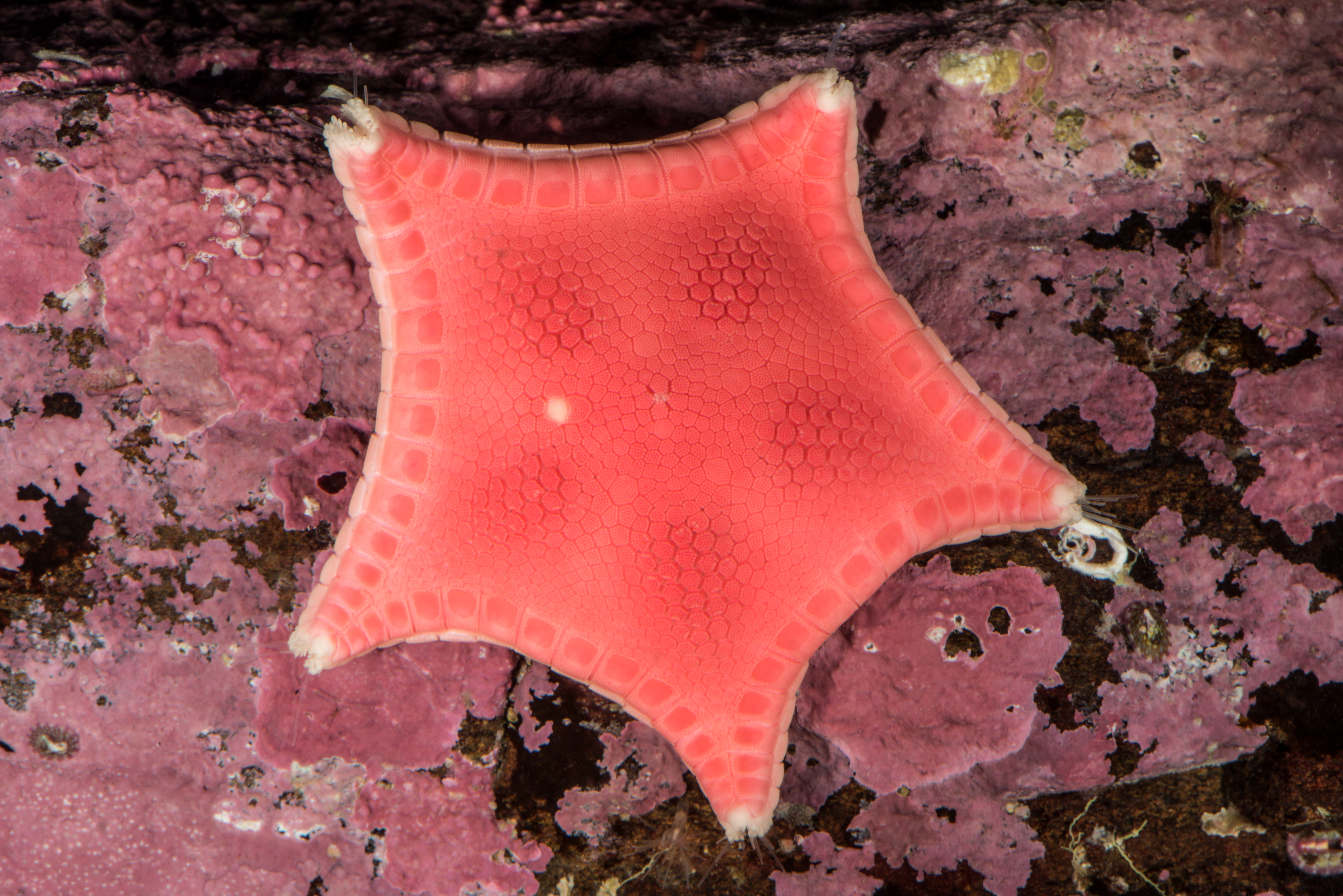
Ceramaster granularis
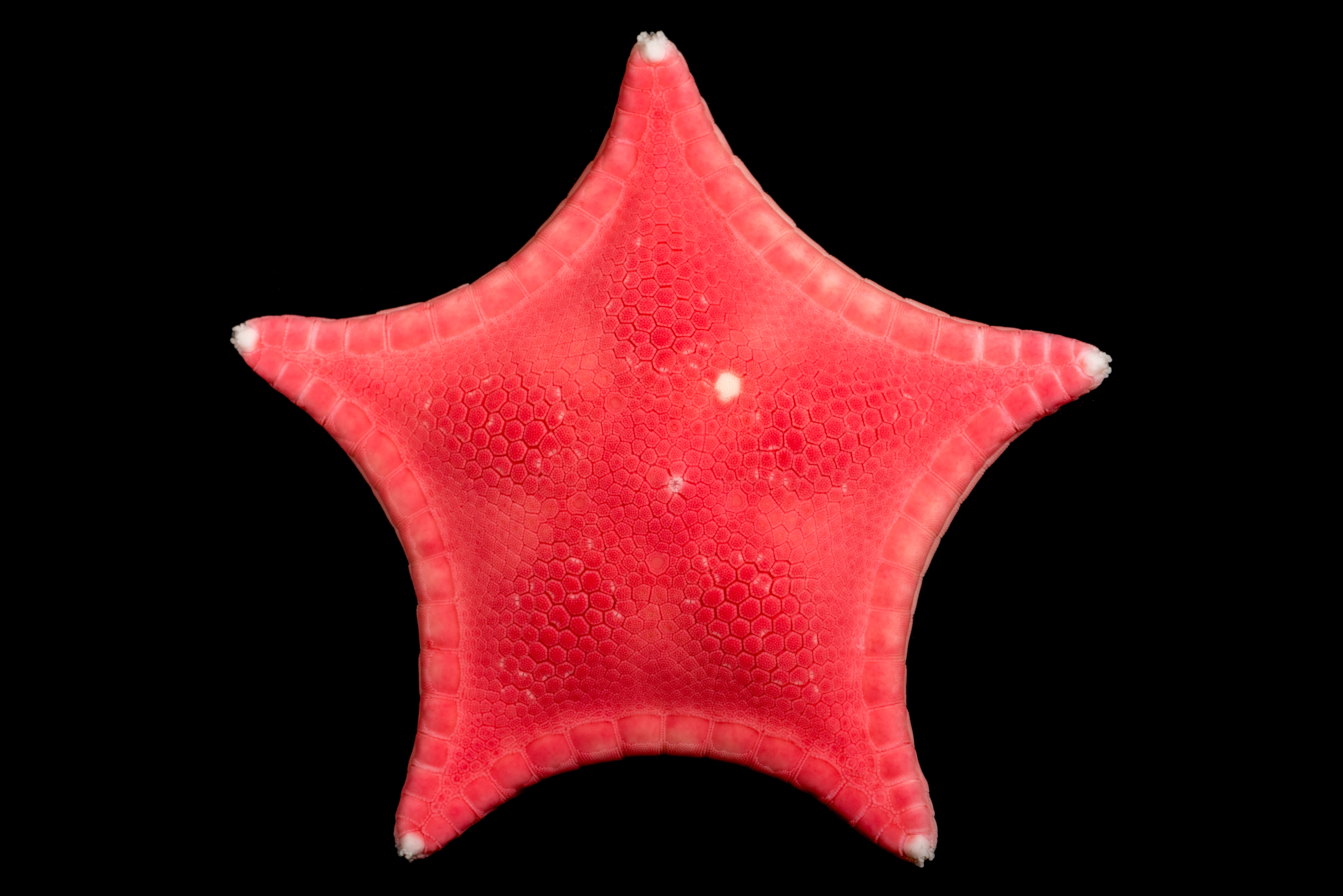
Idem
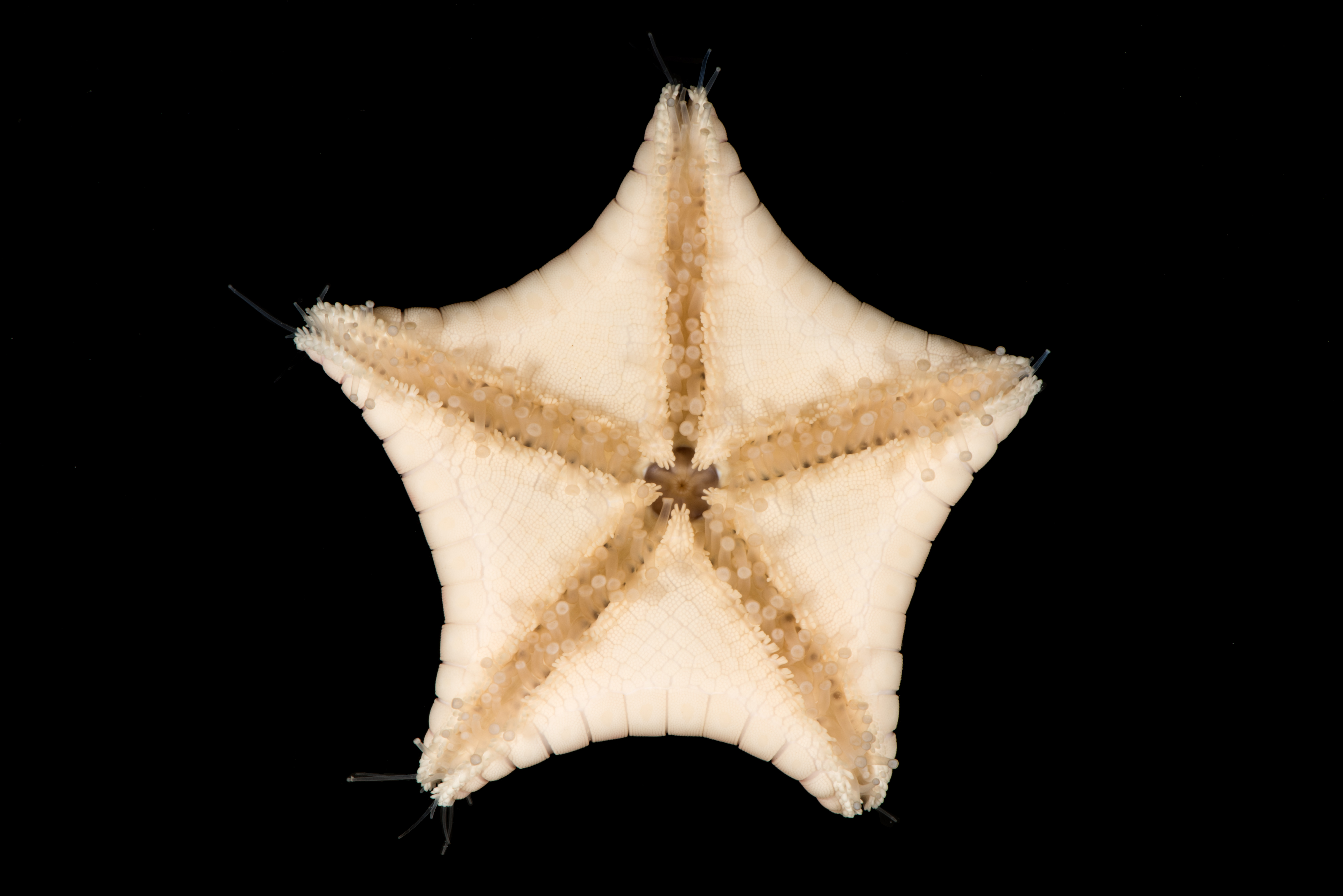
Face orale
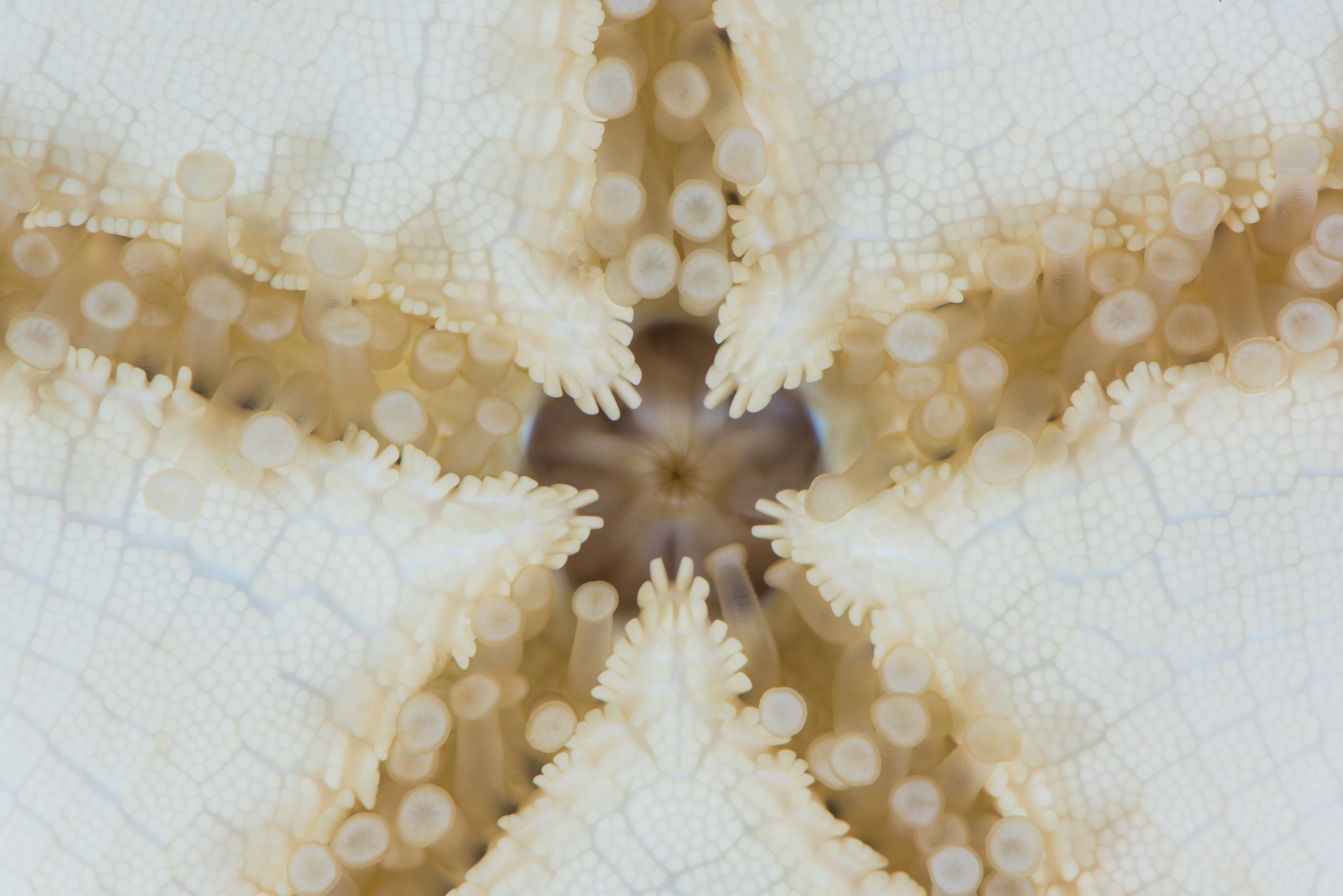
Bouche.

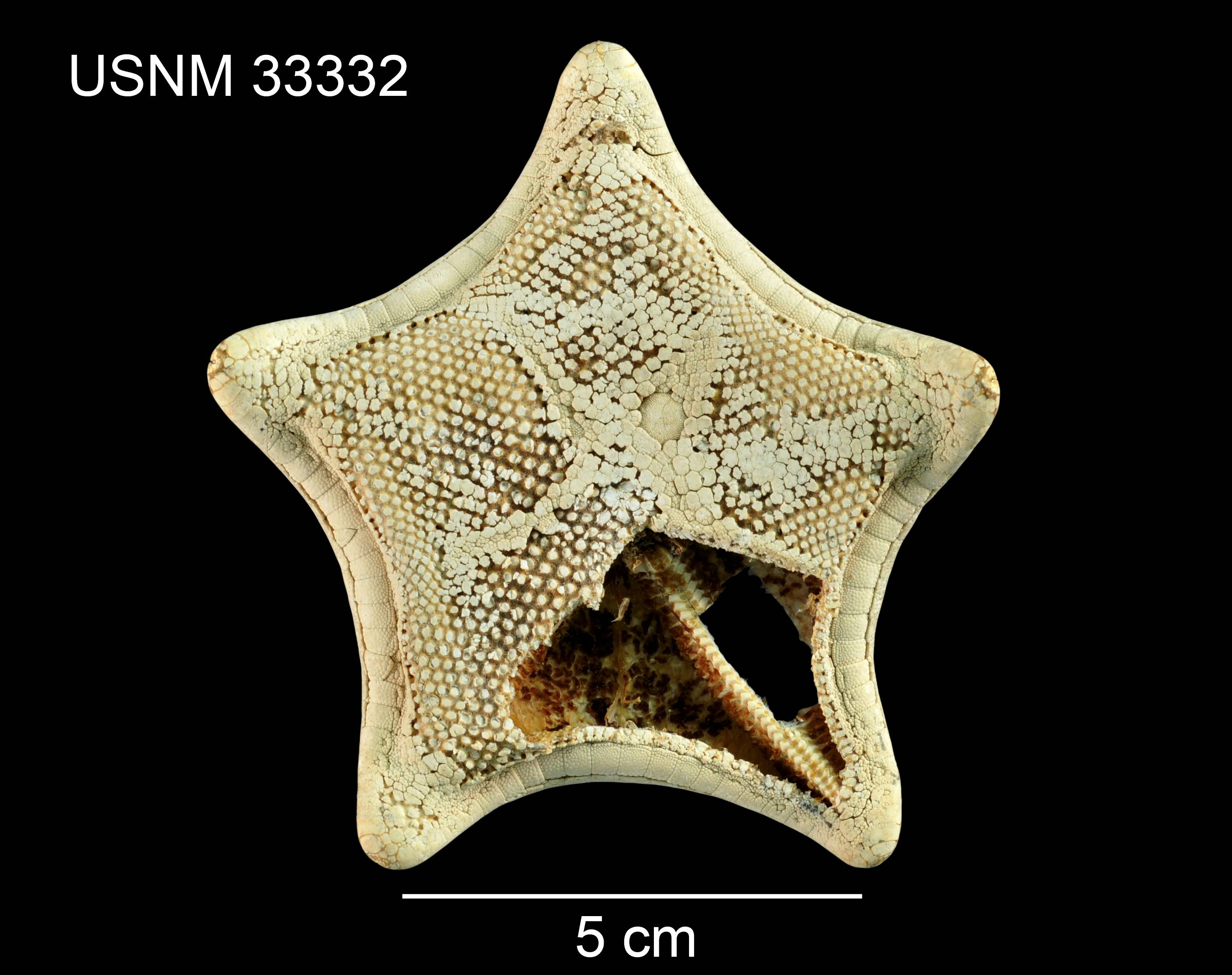
Ceramaster arcticus
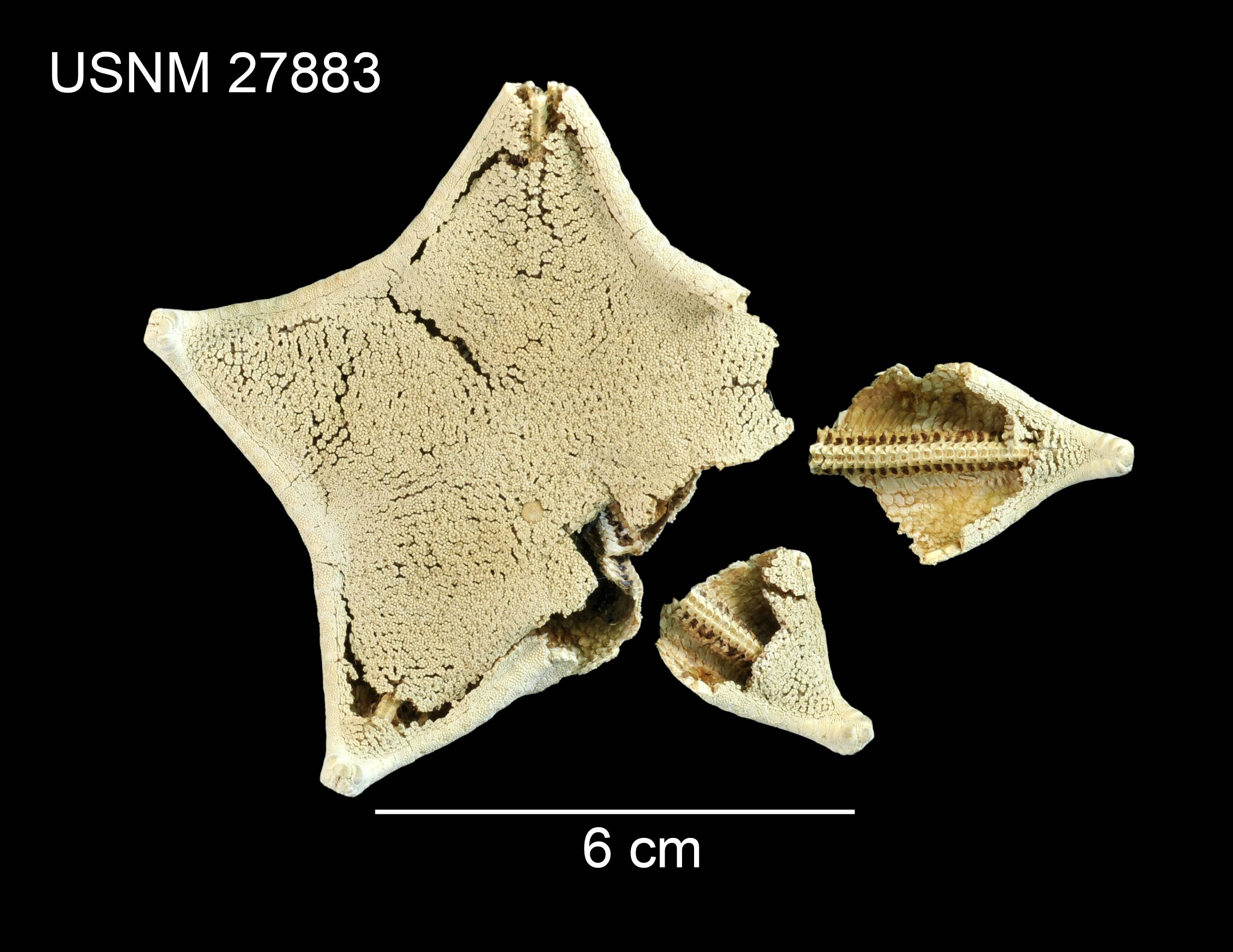
Ceramaster clarki
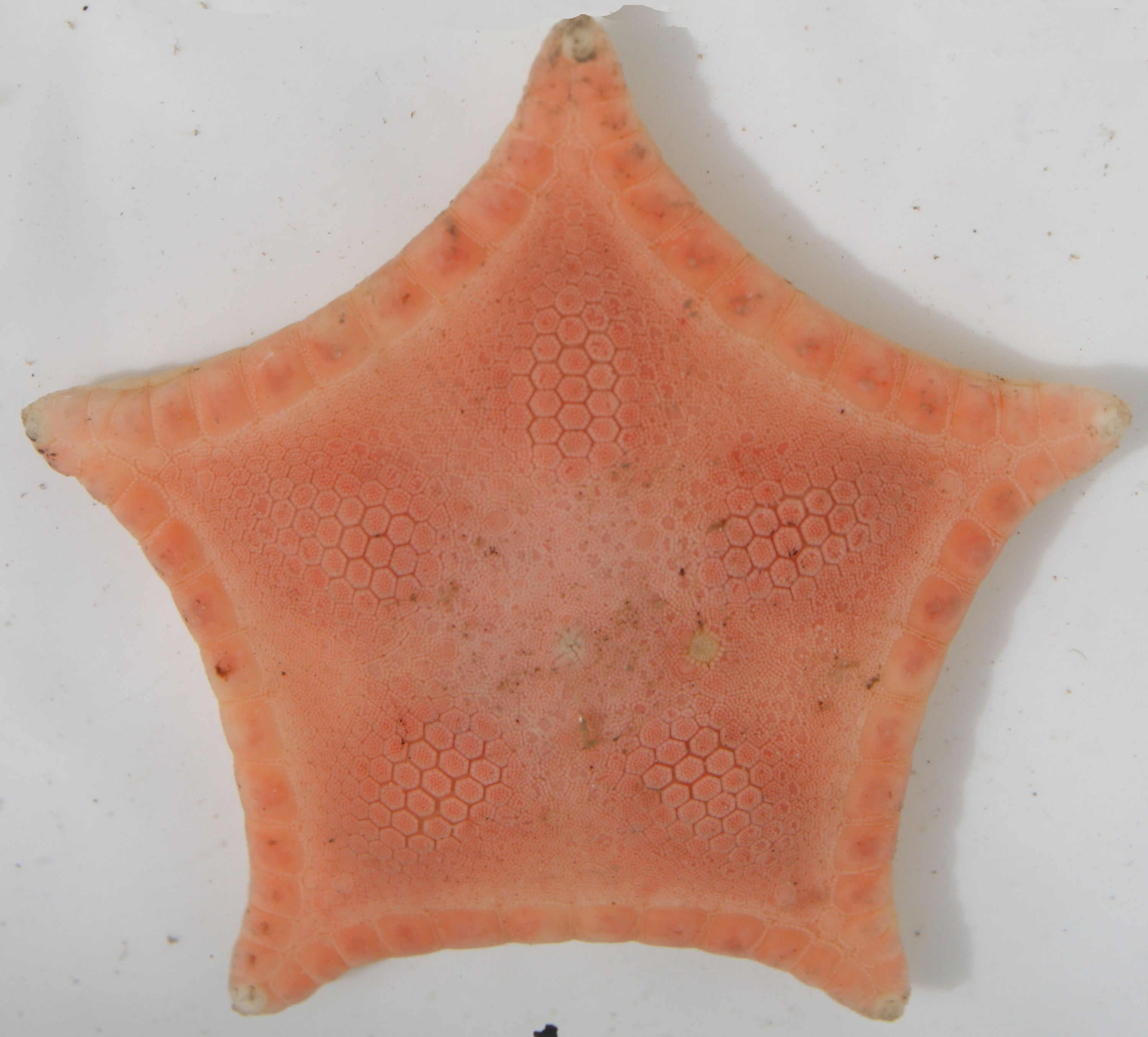
Ceramaster granularis
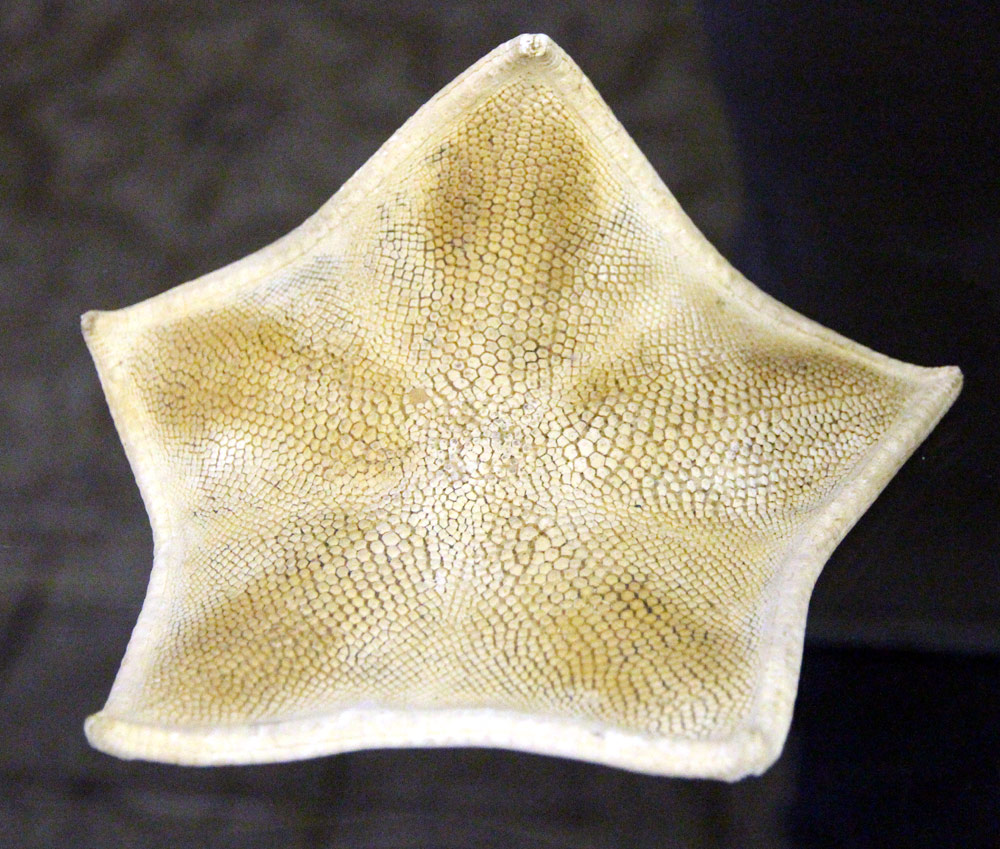
Ceramaster japonicus
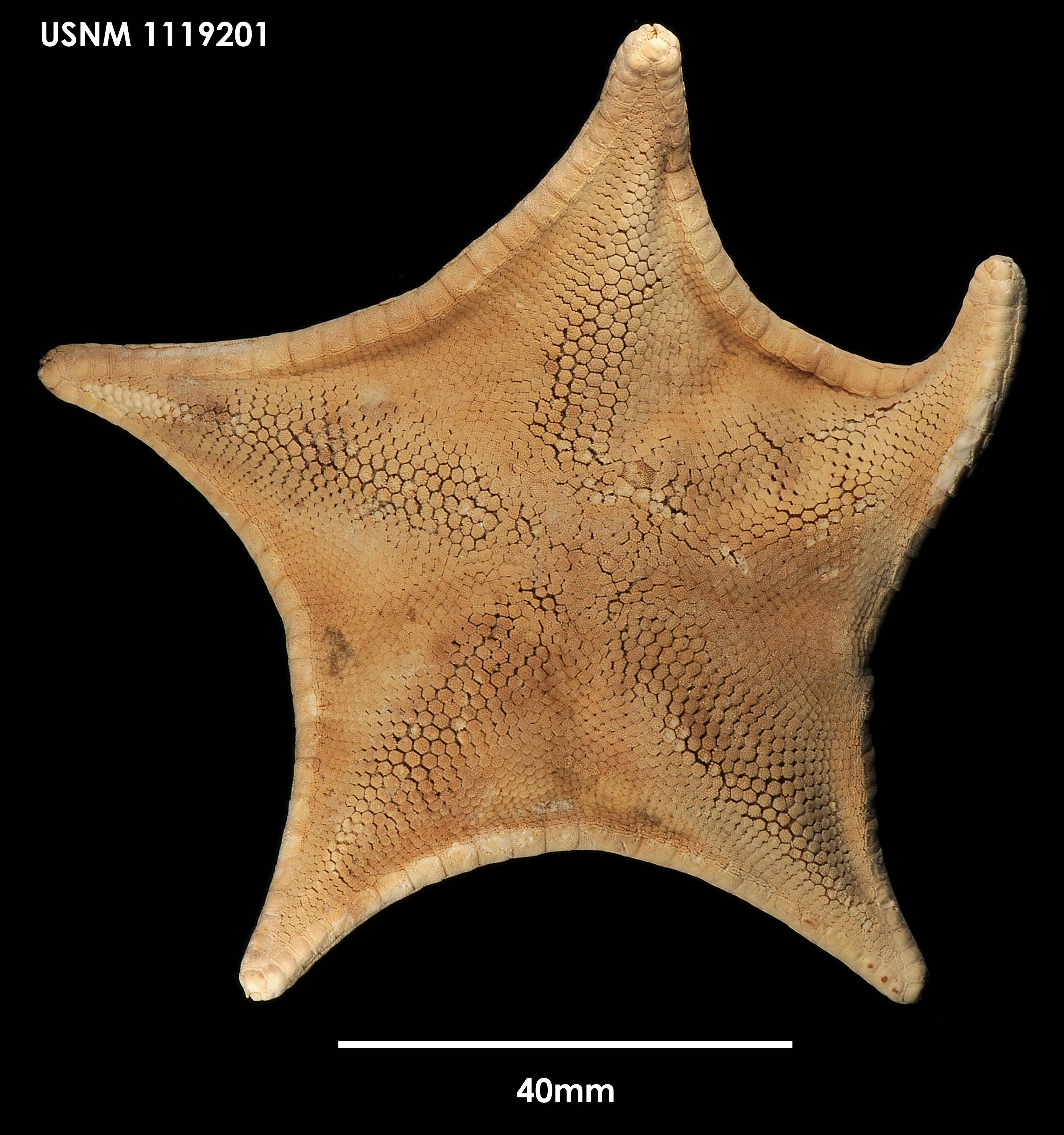
Ceramaster patagonicus
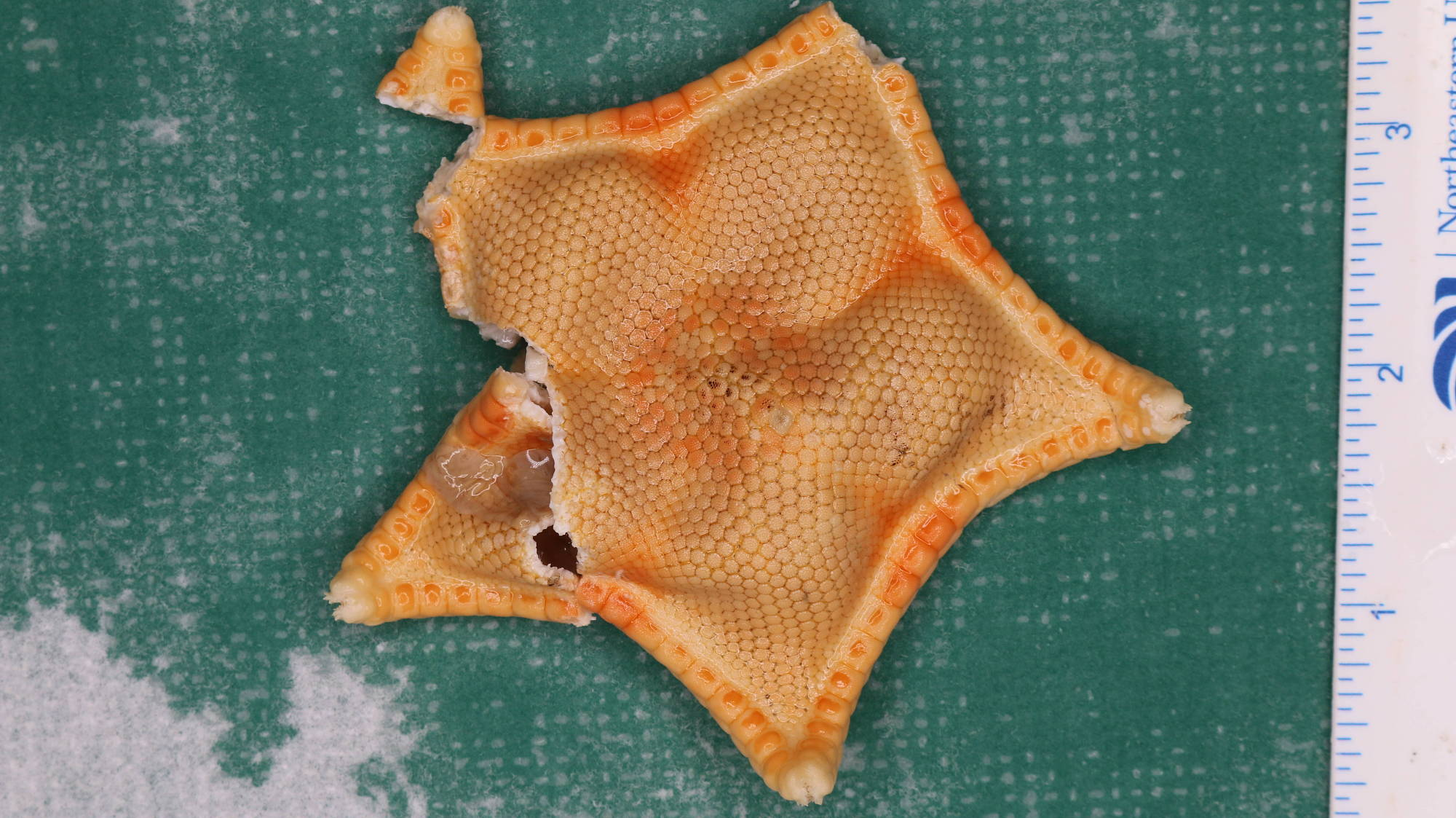
Ceramaster vorax
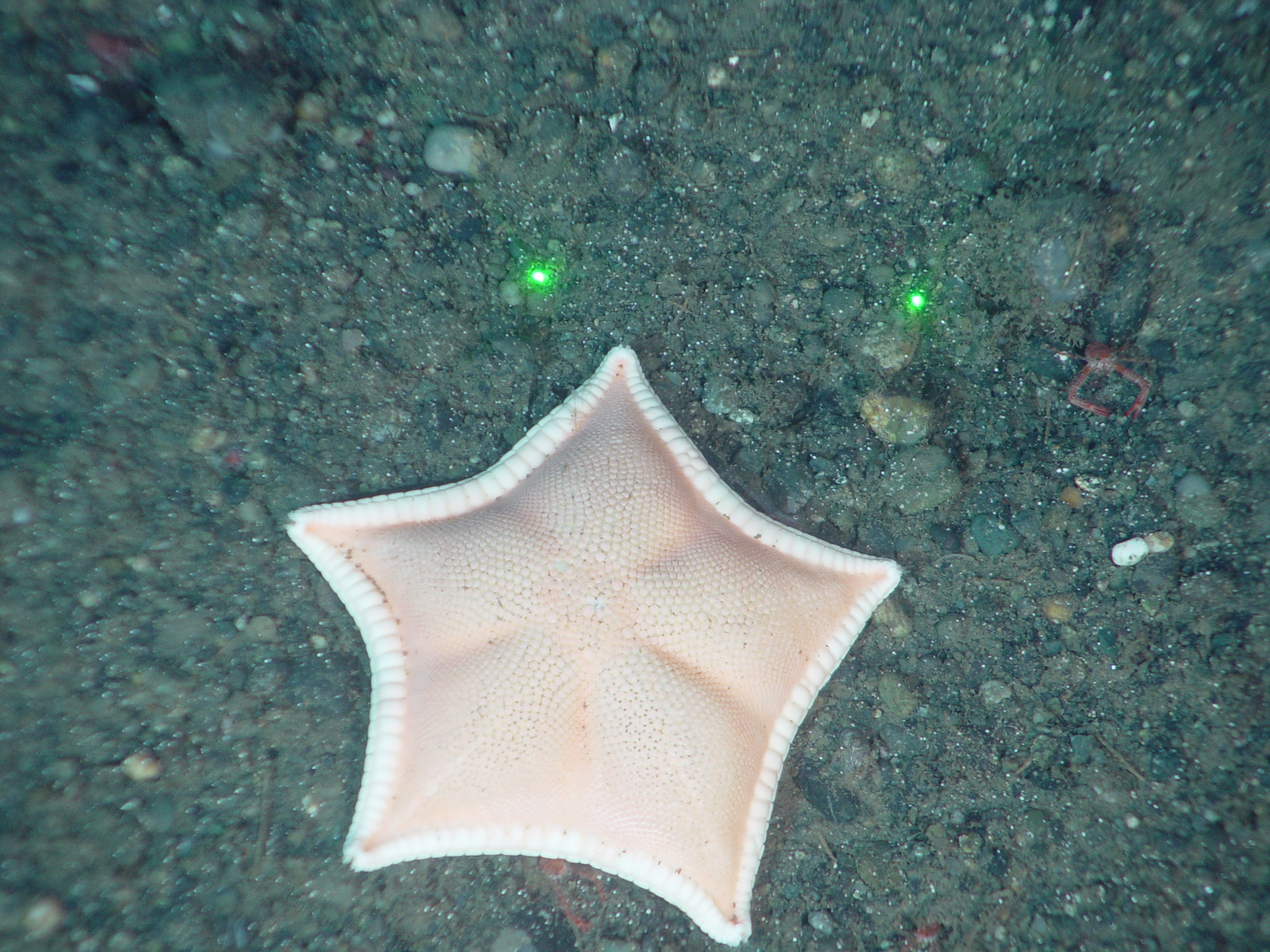
Une Ceramaster sp. observée in situ dans les abysses.